# Sampieri (stacja kolejowa)
Sampieri (wł. Stazione di Sampieri) – stacja kolejowa w Sampieri (część gminy Scicli), w prowincji Ragusa, w regionie Sycylia, we Włoszech. Stacja znajduje się na linii Syrakuzy – Canicattì.
Według klasyfikacji RFI ma kategorię brązową.

## Historia
Stacja Sampieri została otwarta 23 grudnia 1891, wraz z odcinkiem linii z Noto do Modica.

## Linie kolejowe
- Linia Syrakuzy – Canicattì